# 巴尼与朋友
《巴尼与朋友》（常用譯名： 恐龍仔班尼（香港）, 小博士邦尼（台灣）、巴尼与朋友（中國大陸）, 紫色小恐龍）（英語：Barney & Friends）， 是一部美国的一个独立的儿童电视节目。节目中的霸王龙巴尼会用唱歌，舞蹈等形式指导观看节目的小朋友。于1992年4月6日开播，並於2010年11月2日結束。主要觀眾對象是二到七歲的兒童。

## 角色
- 巴尼 （Barney），本系列主角，為紫色和綠色外在的暴龍，劇中會以玩偶形式登場，並成為孩童們最渴望見到的對象，隨著孩童一起歌舞，主題曲為「巴尼是一隻恐龍（改編自洋基歌）」，在結尾送別孩童之後變回玩偶。在大眾刻板印象認為恐龍是肉食動物來看，巴尼是雜食的，並吃許多蔬果，最喜歡的食物是花生果醬三明治配一杯牛奶。
- 波普 （Baby Bop），綠色三角龍，BJ的妹妹，於1991年登場。穿戴粉色頭結和粉色芭蕾軟鞋，時常提著慰藉手絹。
- BJ，黃色原角龍，嬰兒Bop哥哥，於1993年登場。穿戴著紅色棒球帽（已丟失）和紅色球鞋。最喜歡吃醃黃瓜，並嘗試去配上其他食品享用。
- 里夫 （Riff），橙色鴨嘴龍，波普和BJ表哥，2006年登場，時常穿綠色球鞋，喜歡音樂和發明物品。

## 播出时间
这部经典剧集之前是在中国的配音室配音的，歌曲都是英文的。
| 播出频道               | 所在地                                  | 播放日期  | 播出时间 | 笔记                                            |
| ---------------------- | --------------------------------------- | --------- | -------- | ----------------------------------------------- |
| 東森幼幼台             | 臺灣                                    | 2000      |          |                                                 |
| 新傳媒8頻道            | 新加坡                                  | 2003/2007 |          |                                                 |
| 迪士尼少儿频道 YouTube | 香港 (英語, 中文) · 新加坡 (英語, 中文) | 2005      |          | 普通話配音在中国制作并在新加坡播出。（台灣除外) |

該系列的重啟系列最終在中國大陸和台灣被禁，但除了經典系列外，它在東南亞國家播出。